# سونیا بیبی
سونیا بیبی (به اسپانیایی: Sonia Baby) (متولد ۱۹۸۱ در الچه، اسپانیا) یک بازیگر پورنو است که در والنسیا زندگی می‌کند.

## جایزه‌ها
- ۲۰۰۶ جشنواره بین‌المللی فیلم شهوانی بارسلونا ٫ جایزه بهترین بازیگر اسپانیایی برای بازی در Mantis
- ۲۰۰۶ جشنواره بین‌المللی فیلم شهوانی بارسلونا ٫ نامزد دریافت جایزه اصلی‌ترین صحنه سکسی در Sex Angels 2 به همراه تونی ریباس

## قسمتی از فیلم‌شناسی
| عنوان دی‌وی‌دی                           |
| -------------------------------------- |
| Chupitos de semen                      |
| Nacho Vidal iniciando a Lucia Lapiedra |
| Sex Angels 2                           |
| Pleasure Dome 24                       |
| Cafe Diablo                            |
| Mantis                                 |